# Torresitrachia funium
Torresitrachia funium é uma espécie de gastrópode  da família Camaenidae.
É endémica da Austrália.